# Castillo de Lignières

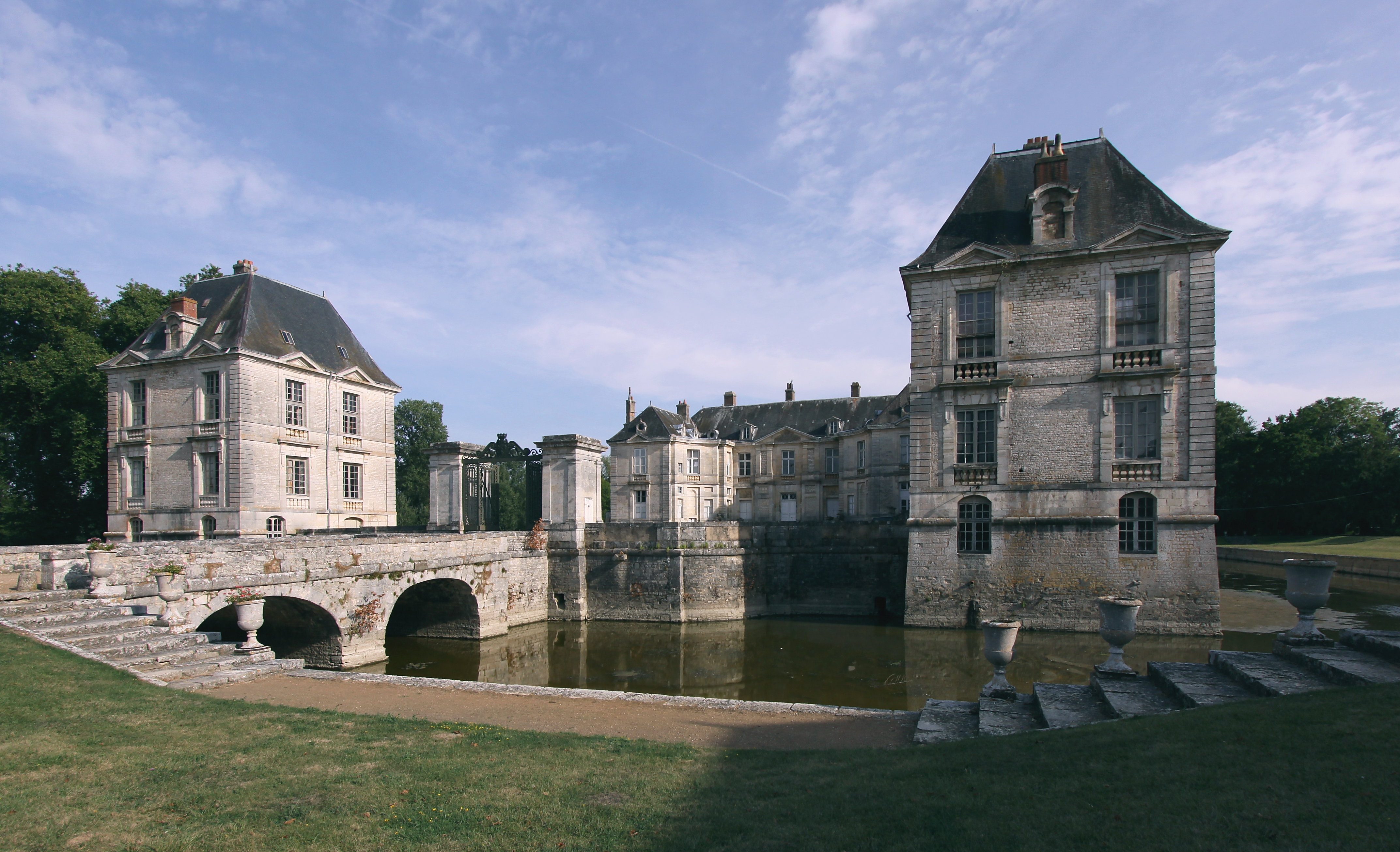
Castillo de Lignières.

El castillo de Lignières es un castillo ubicado en la comuna de Lignières, en el departamento de Cher en Francia.

## Historia
El castillo, clasificado como monumento histórico por decreto del 27 de junio de 1935, sus dependencias, el patio principal, foso y el parque, fue construido entre 1654 y 1660 en el sitio que ocupó una antigua fortificación perteneciente a los La Rochefoucauld, por François Le Vau a iniciativa de Jerome de Nouveau, superintendente general de Correos de Francia que había adquirido el lugar en 1653.
Actualmente el castillo es propiedad del príncipe Sixto-Enrique de Borbón-Parma, quién lo heredó de su madre Magdalena de Borbón-Busset.

## Arquitectura
Se trata de un edificio representativo del clasicismo francés, si bien el acabado es más sobrio que el diseño original que incluía un mayor número de elementos decorativos (estatuas, bustos, bajorrelieves, etc.) que nunca se instalaron.
Aunque el castillo es básicamente semejante al edificio original algunas partes fueron reformadas y transformadas a lo largo de los siglos, en particular la galería que fue una hilandería en el siglo XIX y que fue restaurada a su estado original en 1920.
Dado el deterioro que ha sufrido en las últimas décadas, se llevó a cabo una restauración completa de los tejados en la primavera de 2019. Al ser una propiedad privada no está normalmente abierta al público.